# Dress You Up
"Dress You Up" is een nummer van de Amerikaanse zangeres Madonna.
Het nummer is afkomstig van haar tweede studioalbum Like a Virgin uit 1984 en is op 24 juli 1985 uitgebracht als laatste single van dit album (1984). 

## Achtergrond
Het nummer is geschreven door Andrea LaRusso en Peggy Stanziale. Nile Rodgers heeft het nummer, alsmede de andere nummers van het album, geproduceerd en speelt gitaar op de track. 

## Ontvangst
Het nummer werd door muziekrecensenten positief ontvangen. Meerdere recensenten noemen het nummer als een van Madonna's beste singles. Bij een peiling onder Madonna-fans door het Britse tijdschrift Q kwam "Dress You Up" op de achtste plek in de lijst van populairste Madonnanummers.
"Dress You Up" deed het commercieel goed en werd de zesde opeenvolgende top-vijf-single van de zangeres in de Amerikaanse Billboard Hot 100. Buiten de VS bereikte het nummer de top tien in Australië, België, Canada, Ierland, IJsland, Nederland, Nieuw-Zeeland en het Verenigd Koninkrijk. 
Vanwege de seksuele toespelingen in de tekst werd het nummer aan de "Filthy Fifteen"-lijst van het Parents Music Resource Center (hetgeen alleen voor extra aandacht voor het nummer zorgde).

## 2025 heruitgave
Op 1 augustus 2025 werd een digitale single uitgebracht met daarop drie alternatieve mixen van het nummer. Madonna deed dit ter nagedachtenis van Mario Paglino en Gianni Grossi die eerder die week om het leven waren gekomen bij een auto-ongeluk. Zij stonden bekend als ontwerpers van outfits voor Barbie en als grote fans van het werk van Madonna.
Tracklisting op de digitale single:
1. Remix/Edit (3:48")
2. 12" Formal Mix (6:16")
3. The Casual Instrumental Mix (4:37")

## NPO Radio 2 Top 2000
Dress You Up stond alleen in 2000 in de NPO Radio 2 Top 2000, op plek 1662.